# أثر جائحة فيروس كورونا على السياحة

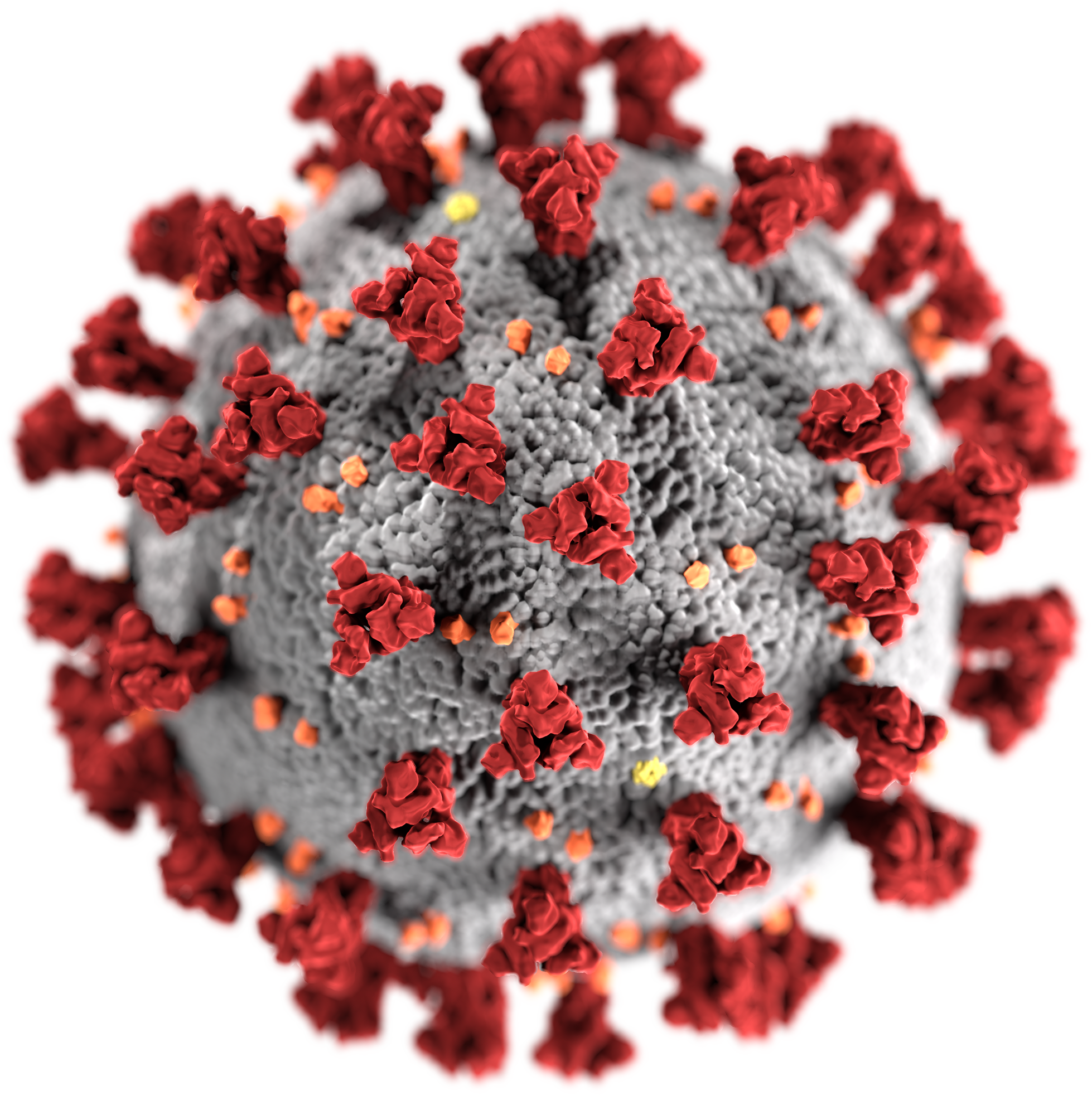

كان لتفشي وباء كورونا تأثيرا كبيرا على قطاع السياحة حول العالم بسبب القيود المفروضة على السفر، وذلك بسبب انخفاض حركة الطلب على السفر بين المسافرين.
انخفض السفر المخطط له حول العالم بنسبة 80-90 ٪.
تم إغلاق العديد من مناطق الجذب السياحي وإيقاف العمل في جميع أنحاء العالم بسبب وباء كورونا 2019-2020، مثل المتاحف والمتنزهات والأماكن الرياضية وغيرها.

## القيود المفروضة على السفر
نتيجة لفيروس كورونا 2019-2020، فرضت العديد من البلدان والمناطق الحجر الصحي المنزلي، وحظر التجول، وغيرها من قيود أخرى على المواطنين أو المسافرين القدمين من المناطق الأكثر تأثرًا. كما تفرض دول ومناطق أخرى قيودًا عالمية تنطبق على جميع البلدان والأقاليم الأجنبية، وتمنع مواطنيها من السفر إلى الخارج.
إلى جانب انخفاض الرغبة في السفر، كان للقيود تأثيرا اقتصاديا واجتماعيا سلبيا على قطاع السفر في تلك المناطق. كان التأثير المحتمل على المدى الطويل هو انخفاض السفر التجاري والمؤتمرات الدولية، مع ظهور ما يوازيها على شبكة الإنترنت. وقد أثيرت مخاوف بشأن فعالية هذه قيود لاحتواء انتشار مرض كورونا COVID-19.

## حسب البلد

### أستراليا
اقترحت هيئات السياحة أن التكلفة الاقتصادية الإجمالية للقطاع السياحي ستكون 4.5 مليار دولار أسترالي اعتبارا من 11 شباط 2020 . ومن المتوقع أن تنخفض أرباح ومكاسب الكازينو. أفادت منطقتان في أستراليا، كايرنز وجولد كوست، بأنهما قد فقدتا بالفعل أرباحًا تزيد على 600 مليون دولار.
دعا مجلس السياحة الأسترالية (ATIC) حكومة أستراليا الحصول على الدعم المالي خاصة في ضوء العدد الكبير من الشركات الصغيرة المتضررة بسبب الحجر الصحي.
أغلقت وكالة Flight National Flight Centre لأجل غير مسمى 100 متجرًا في جميع أنحاء أستراليا، بسبب انخفاض الطلب بشكل كبير على السفر خوفا من انتشار الفيروس.

### الصين
تضررت السياحة في الصين بشدة بسبب قيود السفر والمخاوف من انتشار العدوى، وشمل ذلك فرض الحظر على كل من المجموعات السياحية المحلية والدولية.

### ماليزيا
في 16 آذار 2020، أعلنت وزارة السياحة والفنون والثقافة أن العديد من مناطق الجذب السياحي في ماليزيا ستبقى مغلقة حتى 30 آذار 2020 وتشمل هذه المناطق: مركز المعلومات السياحية، ومعرض الفنون الوطني، ومراكز الحرف اليدوية، ومتحف Lenggong الأثري، والمحفوظات الوطنية الماليزية، والنصب التذكاري، ومراكز ومكتبة ماليزيا الوطنية.

### المكسيك
أرسل Consejo Nacional Empresarial Turístico (المجلس الوطني لأعمال السياحة، CNET) رسالتين في آذار إلى ألفونسو رومو، رئيس الأركان لرئيس المكسيك، موضحا أهمية السياحة للاقتصاد الوطني مطالبا الدعم الحكومي لهذا القطاع. وتوفر السياحة 4 ملايين وظيفة في المكسيك، وأن 93٪ من شركات السياحة لديها عشرة موظفين أو أقل. كما أجبر انتشار الفيروس إلى إغلاق 4000 فندق (52400 غرفة) و 2000 مطعم، بينما خسرت صناعة الطيران 30 مليار دولار مكسيكي (1.3 مليار دولار أمريكي) حتى آذار.

### كوريا الجنوبية
أما في كوريا الجنوبية، طلبت الرابطة الكورية لوكلاء السفر دعمًا حكوميًا لتعويض خسائرها الهائلة الناجمة عن عدد كبير من عمليات إلغاء حجوزات السفر بسبب وباء COVID-19. كما أبلغت أكبر وكالات السفر في كوريا الجنوبية وهما Hana Tour و Mode Tour ، عن 10 مليارات وون من الأضرار الناجمة عن عمليات إلغاء حجوزات السفر.

### الإمارات العربية المتحدة
روّجت دبي قبل يناير 2021 لنفسها كوجهة مثالية لقضاء إجازة مع انتشار الأوبئة، حيث أصبحت الوجهة الأولى في العالم للانفتاح على السياحة. ومع ذلك، تغير الوضع في غضون أسابيع قليلة، حيث أوقفت دائرة السياحة في دبي تمامًا جميع الأماكن العامة مثل الفنادق والمطاعم التي تقدم عروض ترفيهية حية وأوقفت السلطات جميع العمليات الجراحية غير العاجلة بسبب ارتفاع في عدد مرضى كوفيد-19، ولإيوائهم في المستشفيات. وانتقد عدد من الدول قرار دبي فتح السياحة أمام المسافرين وألقت باللوم على الإمارة في نشر الفيروس في الخارج.

## حسب القطاع

### الكازينوهات
في 17 آذار، أمر حاكم نيفادا ستيف سيسولاك بإغلاق جميع الكازينوهات لمدة 30 يومًا.

### صناعة الرحلات البحرية
اضطرت خطوط الرحلات البحرية إلى إلغاء الإبحار بعد تفشي جائحة كورونا 2019-2020 . نمت الحجوزات والإلغاءات حيث أضرت التغطية الإعلامية الواسعة للمسافرين المرضى على متن السفن المعزولة وأفسدت صورة الصناعة.

### صناعة المطاعم
أثر وباء الفيروس التاجي 2019-2020 على صناعة الأغذية العالمية، حيث أغلقت السلطات المطاعم والحانات للتقليل من انتشار الفيروس. وفي جميع أنحاء العالم، انخفضت حركة المرور اليومية للمطاعم بشكل سريع مقارنة بالفترة نفسها من عام 2019. وتسبب إغلاق المطاعم بتأثير مضاعف على الصناعات ذات الصلة بها مثل إنتاج الغذاء، وإنتاج الخمور، والنبيذ، والبيرة، وشحن الأغذية والمشروبات، وصيد الأسماك، والزراعة. 